# Acacia celastrifolia
Acacia celastrifolia ist eine Pflanzenart aus der Gattung Acacia in der Unterfamilie der Mimosengewächse (Mimosoideae) innerhalb der Familie der Hülsenfrüchtler (Fabaceae). Sie kommt nur im südwestlichen Teil des australischen Bundesstaates Western Australia vor.

## Beschreibung

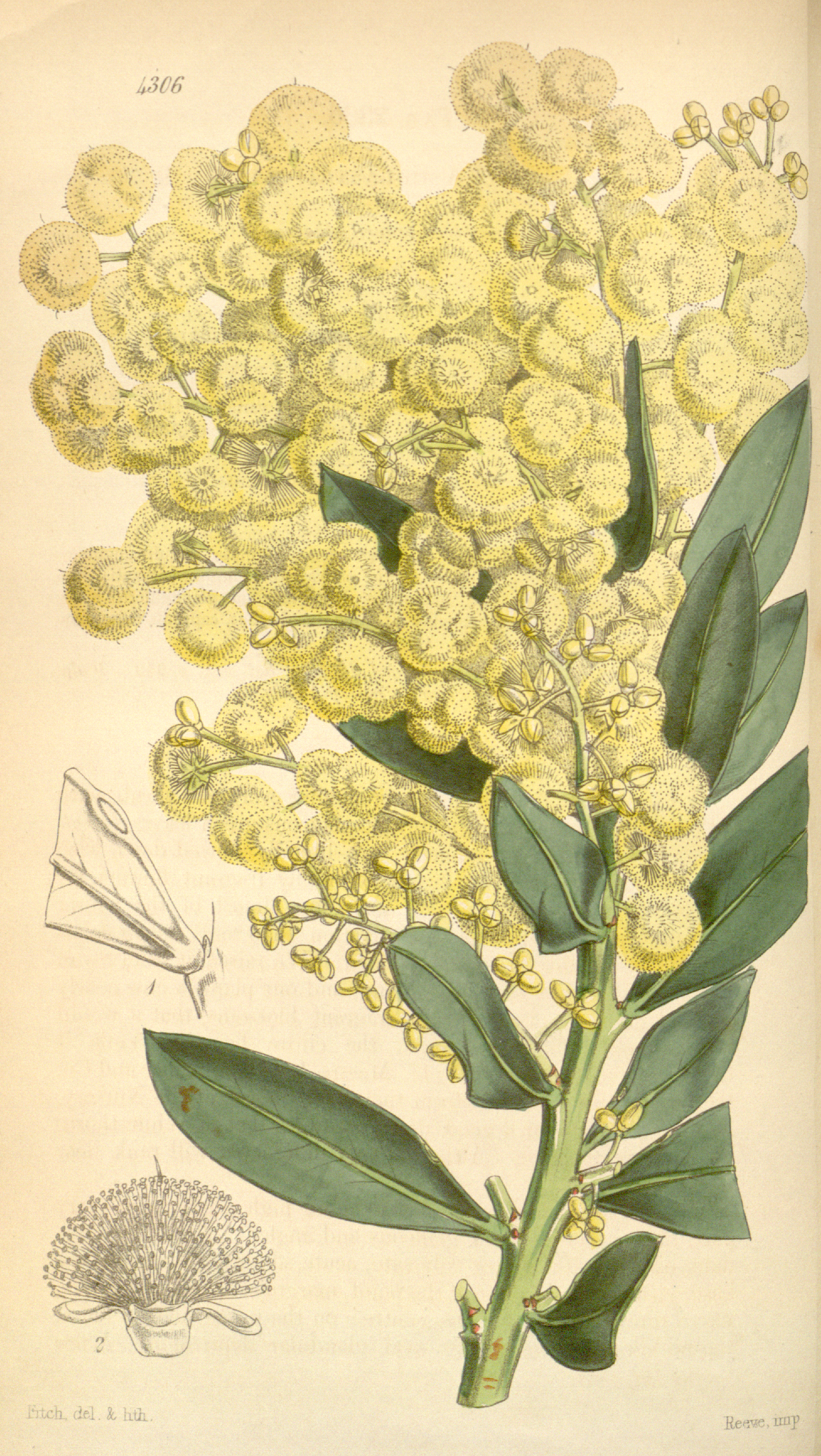
Illustration

### Vegetative Merkmale
Acacia celastrifolia wächst als Strauch, der Wuchshöhen von 1 bis 3 Meter erreichen kann. Alle Pflanzenteil sind kahl. Die Borke ist bei jungen Bäumen glatt und wird mit zunehmendem Alter tiefrissig. Die normalerweise bereifte Rinde der Zweige ist fein gerippt und genauso wie die Borke kahl.
Die wellig gebogenen, ledrigen und grünen über graugrünen bis annähernd blaugrünen Phyllodien sind bei einer Länge von 3 bis 7 Zentimetern und einer Breite von meist 1,5 bis 3,5 Zentimetern verkehrt-eiförmig, verkehrt-lanzettlich bis elliptisch geformt. Die verhärtete Blattspitze ist stumpf, scharf bis stachelspitzig zulaufend. Die Mittelrippe sowie die Blattadern am Blattrand sind erhaben und gelb gefärbt. Die wenigen Seitennerven sind unscheinbar. Etwa 0,5 bis 2 Zentimeter oberhalb des Pulvinus befindet sich eine auffällige Blattdrüse.

### Generative Merkmale
Die etwas gedrungenen Blütenstandsschäfte sind 3 bis 10 Millimeter lang. Die 3 bis 12 Zentimeter langen, rispigen Gesamtblütenstände enthalten zehn bis zwanzig kugelförmige, kopfige Teilblütenstände, die jeweils zwei bis drei Blüten enthalten.
Die hell goldgelben bis manchmal schwefelgelben, zwittrigen Blüten sind radiärsymmetrisch und vierzählig mit doppelter Blütenhülle. Die vier Kelchblätter sind zu einem Kelch verwachsen, der mit gestutzten bis gebuchteten Kelchlappen endet. In jeder Blüte befinden sich drei bis fünf kahle und ungestielte Fruchtknoten.
Die ledrigen bis leicht holzigen Hülsenfrüchte sind mehr oder weniger gerade bis leicht gebogenen und haben verdickte und gewellte Ränder. Sie sind bei einer Länge von bis zu 12 Zentimetern und einer Dicke von 0,3 bis 0,4 Zentimetern linealisch geformt. Die etwas glänzenden, meist braunen Samen sind bei einer Länge von 4 bis 5 Millimeter länglich. Der Arillus ist endständig.

## Vorkommen
Das natürliche Verbreitungsgebiet des Endemiten Acacia celastrifolia liegt nur im südwestlichen Teil Western Australias. Es erstreckt sich dort von New Norcia im Norden südwärts bis nach Wagin und Dinninup.
Acacia celastrifolia wächst vor allem in Eukalyptuswäldern auf Hügeln deren Böden sich über Laterit gebildet haben. Meist kommt Acacia celastrifolia in Wäldern mit Eucalyptus accedens vor.

## Systematik
Die Erstbeschreibung von Acacia celastrifolia erfolgte 1842 durch George Bentham in  London Journal of Botany, Nummer 1, Seite 349. Synonyme für Acacia celastrifolia Benth. sind Acacia myrtifolia var. celastrifolia (Benth.) Benth., Acacia ludwigii Ohlend. und Racosperma celastrifolium (Benth.) Pedley.
Acacia celastrifolia gehört zur Untergattung Phyllodineae aus der Gattung Acacia. Acacia celastrifolia gehört zu der sogenannten Acacia myrtifolia-Gruppe. Zu den nahe mit Acacia celastrifolia verwandten Arten gehört Acacia clydonophora.